# Gefecht bei Himmelreich
Pirna – Lobositz – Prag – Gabel – Kolin – Groß-Jägersdorf – Moys – Roßbach – Breslau – Leuthen – Domstadtl – Olmütz – Neisse – Zorndorf – Hochkirch – Himmelreich – Kay – Kunersdorf – Hoyerswerda – Maxen – Koßdorf – Landeshut – Liegnitz – Oschatz – Berlin – Wittenberg – Torgau – Döbeln – Burkersdorf – Reichenbach – Freiberg
Das Gefecht bei Himmelreich, in manchen Quellen auch Schlacht bei Asch genannt, war ein militärisches Aufeinandertreffen von preußischen und österreichischen Einheiten am 8. Mai 1759, während des Siebenjährigen Krieges (1756–1763), in Asch (tschechisch Aš) und beim südlich der Stadt gelegenen Dorf Himmelreich (tschechisch Nebesa) in Westböhmen.

## Vorgeschichte
Im Frühjahr 1759 sammelte sich eine Reichsexekutionsarmee unter Befehl des Feldmarschalls Friedrich Michael von Pfalz-Zweibrücken-Birkenfeld in Franken zu einem Angriff auf das preußisch besetzte Sachsen. Im Mai dieses Jahres standen Vorverbände unter dem Obersten  Joseph Heinrich von Ried bei Lobenstein sowie unter Generalfeldmarschall Paul Carl Pálffy von Erdőd und Oberst Wenzel Kleefeld von Hnogek bei Hof. Gleichzeitig ließ Feldmarschallleutnant Johann Sigismund Macquire von Inniskillen Asch und Umgebung von österreichischen Truppen besetzen.
Mit dem Ziel, den geplanten Angriff auf Sachsen zu verhindern, wandte sich ein preußischer Verband unter dem Prinzen Heinrich von Preußen von Zwickau her nach Süden. Während die Hauptmacht in Richtung Hof rückte, sollten Teilverbände die Flanken bei Lobenstein und bei Asch sichern. Die gegen Asch gerichtete Einheit stand unter dem Kommando von General Friedrich August von Finck und soll einer Quelle zufolge aus 18 000 Soldaten bestanden haben. Derselben Quelle nach konnten die Österreicher neun Bataillone Grenadiere und drei Regimenter Kavallerie aufbieten, was bei einer durchschnittlichen Stärke der Einheiten insgesamt etwa 13 500 Mann bedeuten würde.

## Das Gefecht
Am 7. Mai 1759 trafen General von Fincks Preußen im sächsischen Adorf ein, worauf sich die dort stehende Vorhut Macquires kampflos in Richtung Asch zurückzog. Am nächsten Tag rückten die preußischen Einheiten mit etwa 700 Soldaten über Elster, Grün und Krugsreuth nach Neuberg vor, wo um das Schloss Sorg herum 300 österreichische Kroaten und Panduren lagen. Der Versuch der Preußen, diese Einheit von der Hauptmacht Macquires abzutrennen, scheiterte allerdings. Vielmehr gelang es den Österreichern, über Steinpöhl und Schönbach, dann westlich an Asch vorbei in den Raum zwischen Neuenbrand und Nassengrub zu entweichen und sich dort neu zu formieren.
Macquire hatte auf dem Hainberg oberhalb von Asch eine Sternschanze mit sieben Geschützen und „auf der Höhe gegenüber“, vermutlich dem Kaplanberg, eine Redoute mit weiteren vier Geschützen anlegen lassen. Von diesen beiden Stellungen aus konnte die von Neuberg nach Asch führende Straße unter Kreuzfeuer genommen werden. Nach anfänglich erfolgreichem Störfeuer gaben die Österreicher diese Stellungen auf und zogen sich mit ihrer Hauptmacht aus Asch in Richtung Eger zurück.  Beim Dorf Himmelreich besetzte eine Nachhut Schanzanlagen, die bereits im Vorjahr für eine eventuelle Sicherung der Straße von Asch nach Eger angelegt worden waren. Die nachrückenden Preußen unter den Oberstleutnants Wilhelm Sebastian von Belling und Friedrich Wilhelm Gottfried Arnd von Kleist entschlossen sich zum Angriff auf diese Stellung. Die preussische Darstellung zu diesem Angriff enthält folgende Formulierung: „Sodann warf er [Belling] sein Bataillon und und 5 Freykompagnien in das Fußvolk hinein. Allein die Ueberlegenheit des Feindes und die waldige Gegend machten, daß wir verschiedene Mal zurückweichen mußten. Endlich glückte es uns, dessen Nachhut gänzlich über den Haufen zu werfen und einen Rittmeister, 2 andere Offiziere nebst 70 Mann vom Kürassier-Regiment v. Modena gefangen zu nehmen.“ Das weitere Vordringen der Preußen in dem waldreichen Gelände wurde dann aber durch den erbitterten Widerstand eines Grenadier-Battaillons unter Oberst Maximilian zu Salm-Salm erschwert. In den heftigen Kämpfen erlitten die Österreicher schwere Verluste, bevor sich der Fürst von Salm mit etwa 300 verbliebenen Offizieren, Hussaren und Fußsoldaten ergab.
Diese Verzögerung des preußischen Vormarsches ermöglichte es Macquire, sich mit seiner Hauptmacht zunächst nach Haslau und dann weiter an den Galgenberg bei Eger zurückzuziehen und dort seine Truppen neu aufzustellen. Von Finck verzichtete auf eine weitere Verfolgung und nahm zunächst im Raum Asch Quartier. Im Kriegstagebuch werden die Verluste auf preußischer Seite mit 28 Gefallenen und Verwundeten angegeben.
Die Zeitschrift für Preußische Geschichte und Landeskunde fasst 1876 zusammen: „Prinz Heinrich begann Mitte April seine Operationen mit einem Streifzuge nach Böhmen, und beauftragte Finck, ihm dabei den Rücken zu decken gegen ein wahrscheinlich aus der Gegend von Eger herbeikommendes österreichisches Corps. … Von den drei Kolonnen, mit denen Prinz Heinrich am 6. Mai aus der Zwickauer Gegend sich gegen die Reichstruppen wendete, führte nun Finck eine. Er vertrieb, verfolgte und schwächte das Detachement des Generals Macquire, welches nur durch einen Zufall vor dem völligen Untergang gerettet wurde.“

## Auswirkungen
Der Rückzug der Österreicher war ein Erfolg für die Preußen, weil er zur Abwehr einer unmittelbaren Rückeroberung Sachsens beitrug. In den darauffolgenden Wochen verlagerte sich das Kampfgeschehen auf diesem Kriegsschauplatz nach Franken. Da Reichsexekutionsarmee und Österreicher hier einer Entscheidungsschlacht auswichen, zogen sich die Preußen im Juni 1759 in das weitgehend von Truppen entblößte Sachsen zurück.

## Archäologie
Von 1980 bis 1984 und dann erneut in den Jahren 2019, 2020 und 2022 führten tschechische Wissenschaftler Grabungen bei den früheren Schanzen um Himmelreich durch. Dadurch war es möglich, Einblick in deren Ausmaße und Bauweise zu gewinnen, während nur wenige Artefakte gefunden wurden, die dem seinerzeitigen Gefecht zuzuordnen waren.